# Rubiano (Grado)
Rubiano (en asturiano y oficialmente, Rubianu) es una parroquia del concejo de Grado, en el Principado de Asturias (España). Alberga una población de 10 habitantes (INE 2022) en 44 viviendas. Ocupa una extensión de 4,73 km².
Está situada en la zona central del concejo, y limita al norte con la parroquia de Coalla; al sureste con la de Yernes, perteneciente al concejo de Yernes y Tameza; al noreste con la de Ambás; y al sureste con la de Santianes.
Se celebran con oficio religioso y romería, las festividades de Nuestra Señora de las Nieves, el segundo fin de semana de agosto, y la de San José.
Una dinámica agrupación, la Asociación Cultural San Lorenzo, está desarrollando una meritoria labor en pro de esta comunidad, a lo
largo de los últimos años.

## Poblaciones
Según el nomenclátor de 2022 la parroquia está formada por las poblaciones de:
- La Calea (casería): 4 habitantes.
- Entre el Valle (Entelvalle en asturiano) (lugar): 2 habitantes.
- Las Cortes (casería): deshabitado
- El Regueral (El Reglal): 4 habitantes.
- Trillapeña (casería): 2 habitantes.

## Localización
La parroquia de Rubiano se encuentra situada en una vaguada, orientada al oeste, a una altitud de 505 m s. n. m. Dista de la capital, Grado, 14 km aproximadamente. Se accede por la carretera de Villabre, la AS-311.

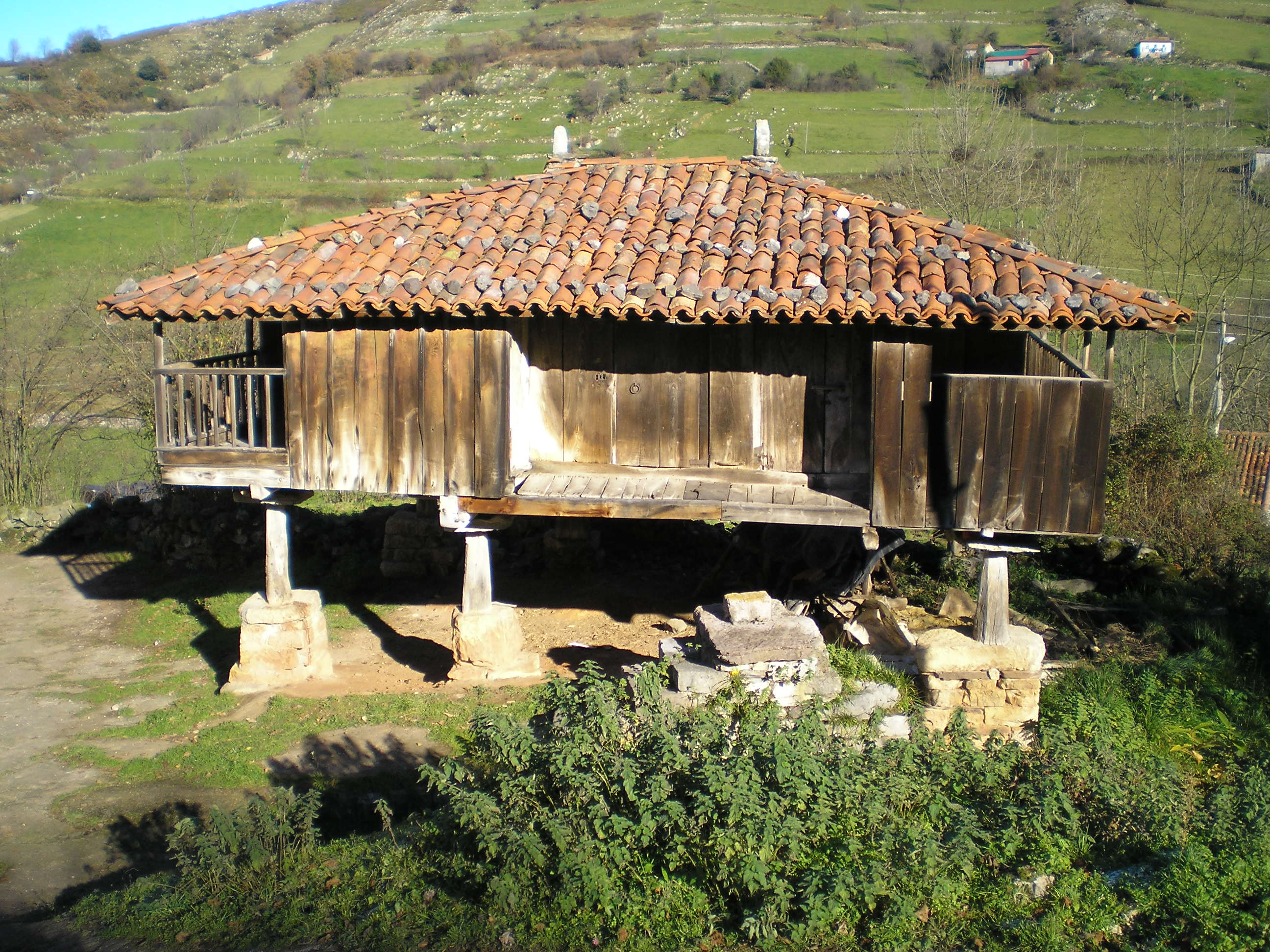
Panera típica asturiana en Rubiano

## Historia
El lugar debe identificarse con el «Subiano» recogido en el documento del archivo de la catedral de Oviedo, de 5 de febrero del año 951, en la que el presbítero Ledantius, junto a Sempronia, donan una serie de propiedades a la iglesia de San Miguel Arcángel de Rodiles:
«... siue et alias villas de parentorum meorum uel de comparado in Subiano, in Uendelies usque in Ernes super Rioses, per suos quousque reuertitur in ribo de Tamicia et reuertir in Cubia...».
El topónimo «Ruuiano» aparece citado también en la delimitación de términos recogida en la donación al monasterio de Villanueva de Carzana de la villa de Taja y el monasterio de San Salvador de Ambás, otorgada por la condesa Aldonza Ordóñez, esposa del conde Pelayo Froilaz, en el siglo XI. Entre la documentación del monasterio de Santa María de Lapedo, figura una venta del año 1213, en la que Mayor Rodríguez, vende a su hermano, Pedro Rodríguez, abad del convento,
«todo mi heredamiento... ena uilla de Ruuiano».

## Patrimonio

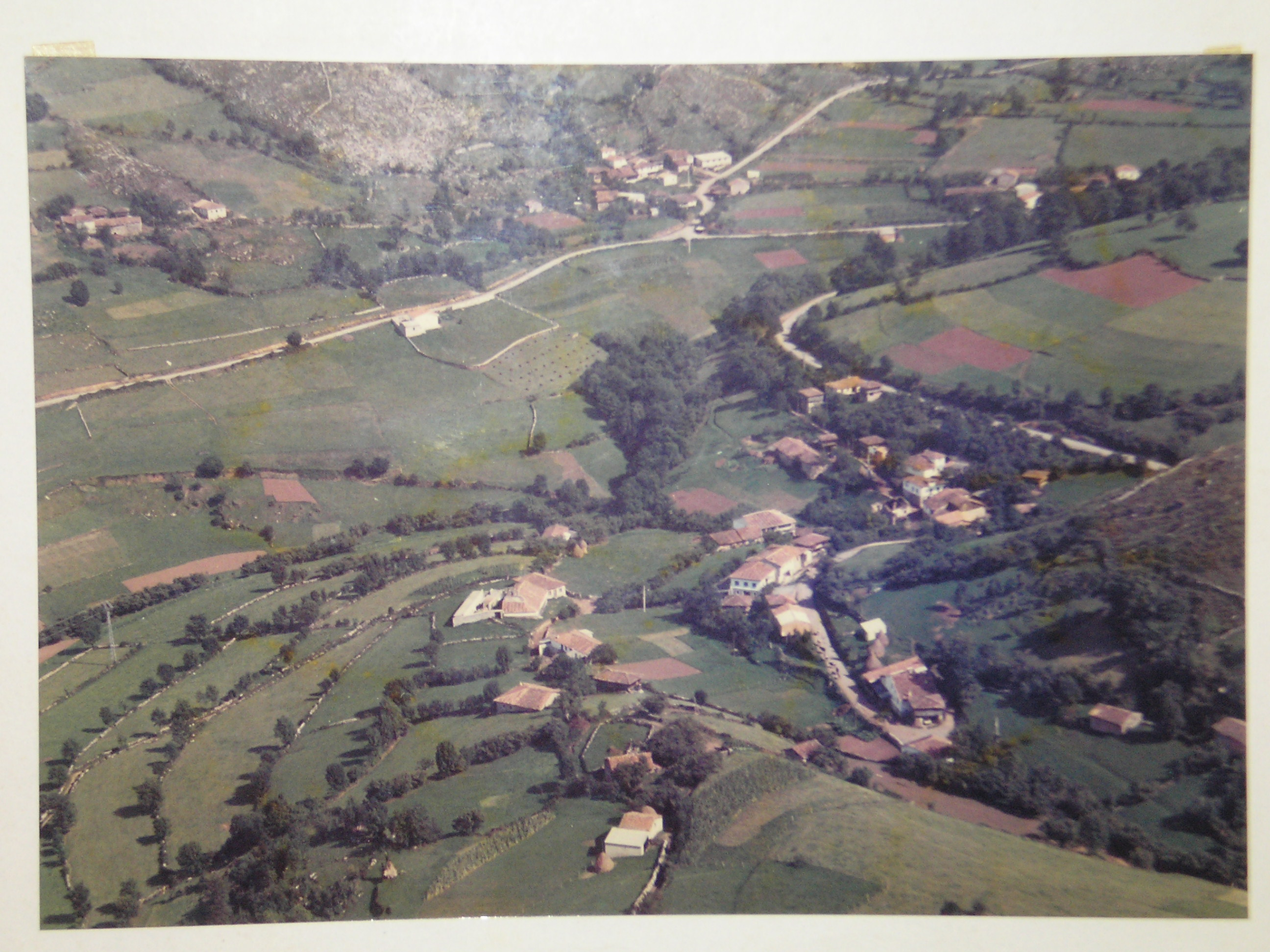
Vista de Rubiano en los años 70

El templo parroquial repite un modelo popular típico del siglo XVIII, con nave única y ábside cuadrado cubierto con bóveda ligeramente apuntada, presenta sacristía anexa y cabildo. Sufrió notables reformas a finales del siglo XIV, y finalmente, en el año 1997 fue rehabilitada íntegramente.
Además, Rubiano cuenta con algunos edificios emblemáticos y tradicionales de Asturias, como pueden ser molinos de agua para triturar maíz, hórreos, paneras y la propia iglesia. Además también cuenta con un nuevo centro social, ubicado en la antigua escuela del pueblo, situado al lado de la iglesia parroquial, y rehabilitado al mismo tiempo que ésta.

## Actualidad
Actualmente, esta pequeña parroquia del concejo moscón, goza de una de las más dinámicas asociaciones. Se trata de la Asociación Cultural San Lorenzo de Rubiano, creada con el fin de dotar al pueblo de personalidad propia dentro del concejo y realizar diversas mejoras en las infraestructuras, así como mantener las tradiciones y costumbres. 

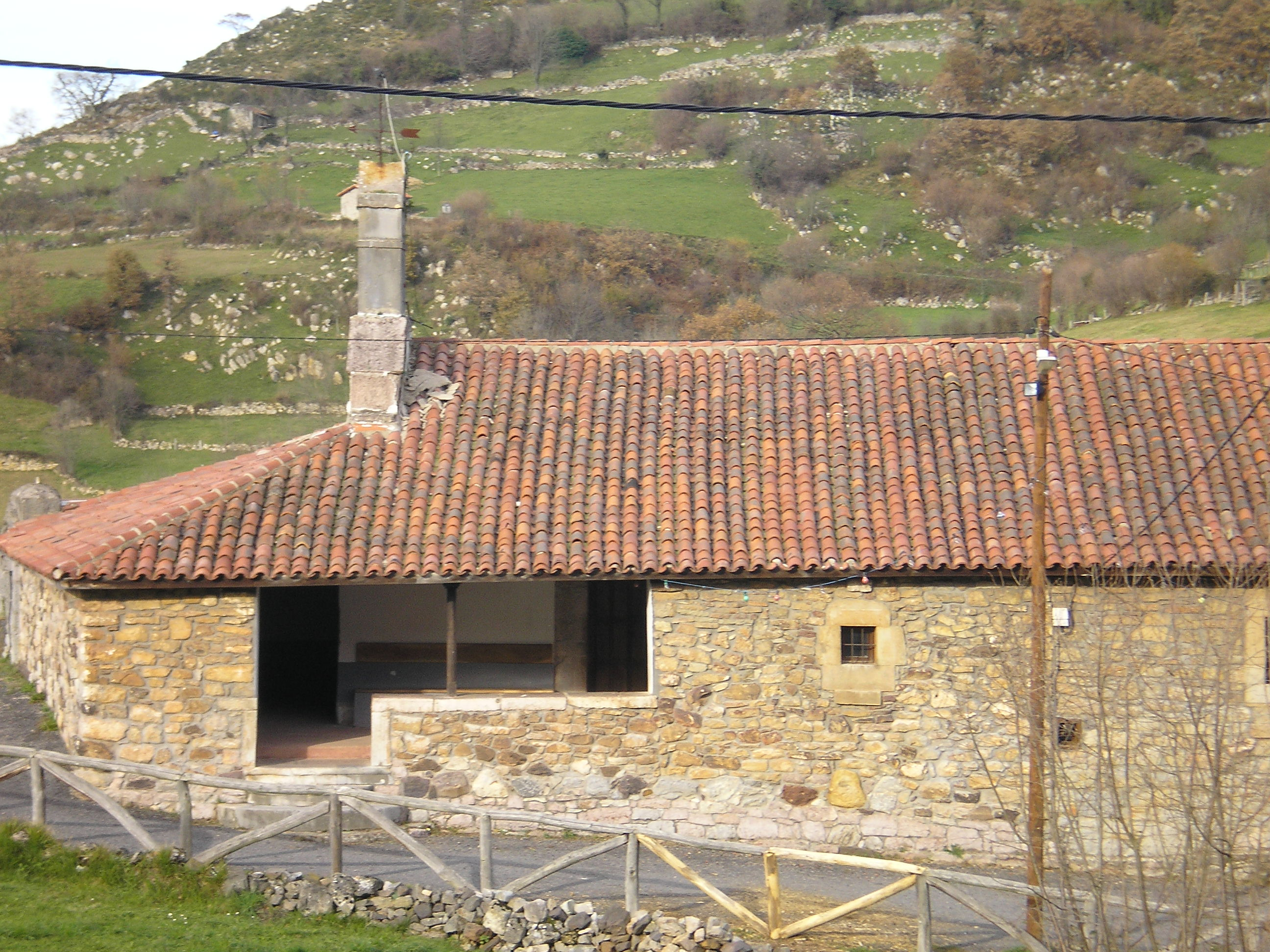
Iglesia de Rubiano

Esta Asociación promueve las festividades del núcleo, dotándole por unos días de un bullicio y multiplicando el número de habitantes. La festividad de la Romería de las Nieves (celebrada el segundo fin de semana de agosto), es una fecha reconocida en todo el concejo de Grado por su amplio programa festivo y la participación que ofrece al visitante.
En el año 2010, Rubiano obtuvo un reconocimiento municipal a través del Premio al Pueblo Ejemplar de Grado, basado en una dotación económica y concedido por una comisión del Ayuntamiento de Grado. También destaca por su reiterada y pionera candidatura al Premio Príncipe de Asturias al Pueblo Ejemplar en el concejo.

## Referencias

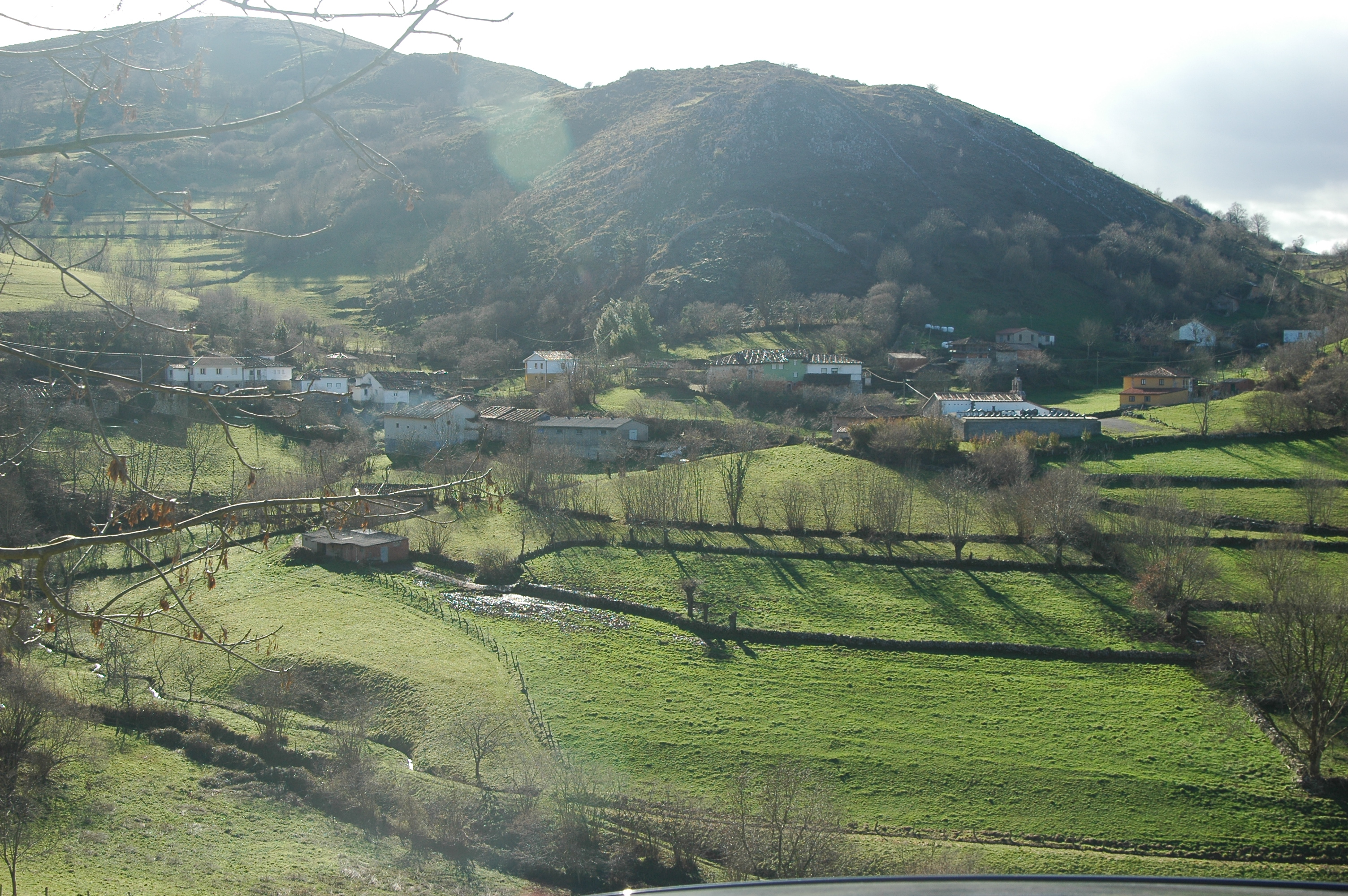
Vista del barrio de Entre el Valle